# Danseur-des-vents

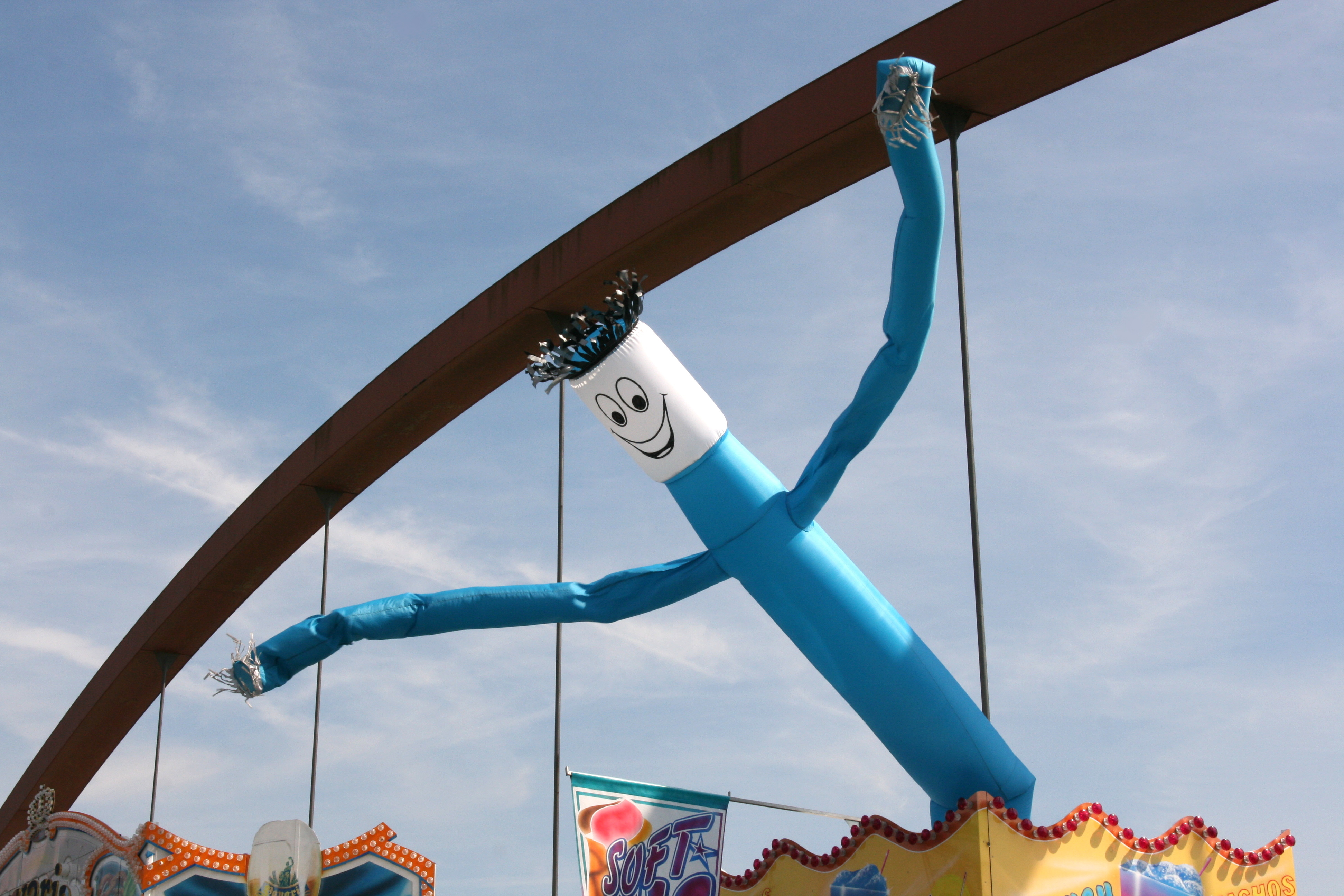
Danseur-des-vents

Un danseur-des-vents est un tube de matière textile anthropomorphe qui fonctionne comme une manche à air  gonflée à l'aide d'une soufflerie fixée à sa base. Les danseurs-des-vents sont couramment utilisés comme dispositifs publicitaires et dans les évènements festifs.

## Terminologie
Le Grand dictionnaire terminologique de l'Office québécois de la langue française consigne danseur-des-vents et danseur gonflable comme des termes privilégiés pour désigner en langue française cette décoration gonflable. Ce dictionnaire recense également le lexique en langue anglaise pour désigner ce concept : 'tube man', tube guy, tall boy, fly guy, dancing inflatable tube, inflated undulating figure, dancing air tube; ainsi que les noms de marques commerciales telles que : Sky Dancer, Air Dancer et Wind Dancer.

## Origines
Le danseur-des-vents a été inventé en 1996 par l'artiste trinidadien
Peter Minshall (en)pour la cérémonie de clôture des Jeux olympiques d'été de 1996 d'Atlanta
,

,
.
Minshall avait déjà conçu des personnages géants faits en tube de tissu et actionnés par des hommes pour le carnaval de Trinité-et-Tobago

mais il a dû faire appel à Doron Gazit (en) et son entreprise Air Dimensionial designs à Los Angeles pour créer un personnage de 20 mètres de hauteur qui danserait tout seul. Doron et Arieh Leon Dranger

ont élaboré la partie technique pour répondre aux exigences du projet de Minshall et les danseurs-des-vents ont fait leur première apparition mondiale à la cérémonie de clôture des jeux olympiques d'Atlanta.
En 2001 Doron Gazit a déposé un brevet d'invention du danseur-des-vents pour l'exploiter à des fins mercantiles à travers sa société Air Dimensional Designs.

## États-Unis d'Amérique
|  |

Populaires aux États-unis, les danseurs-des-vents sont souvent utilisés à des fins publicitaires, notamment dans les concessions d'automobiles d'occasion. Les danseurs-des-vents ne sont pas nécessairement le support matériel d'un message publicitaire mais attirent l'attention près des immeubles de commerces et d'entreprises où ils se trouvent avec leurs grandes ondulations dans l'espace public.
Très présents dans le paysage urbain, certaines villes américaines, telle que Houston, ont jugé que les danseurs-des-vents constituaient une pollution visuelle et les ont interdits sur tout leur territoire,.
Les danseurs-du-vents sont présents dans les films Nope ou encore la série télévisée Better Call Saul.